# Чахохбілі

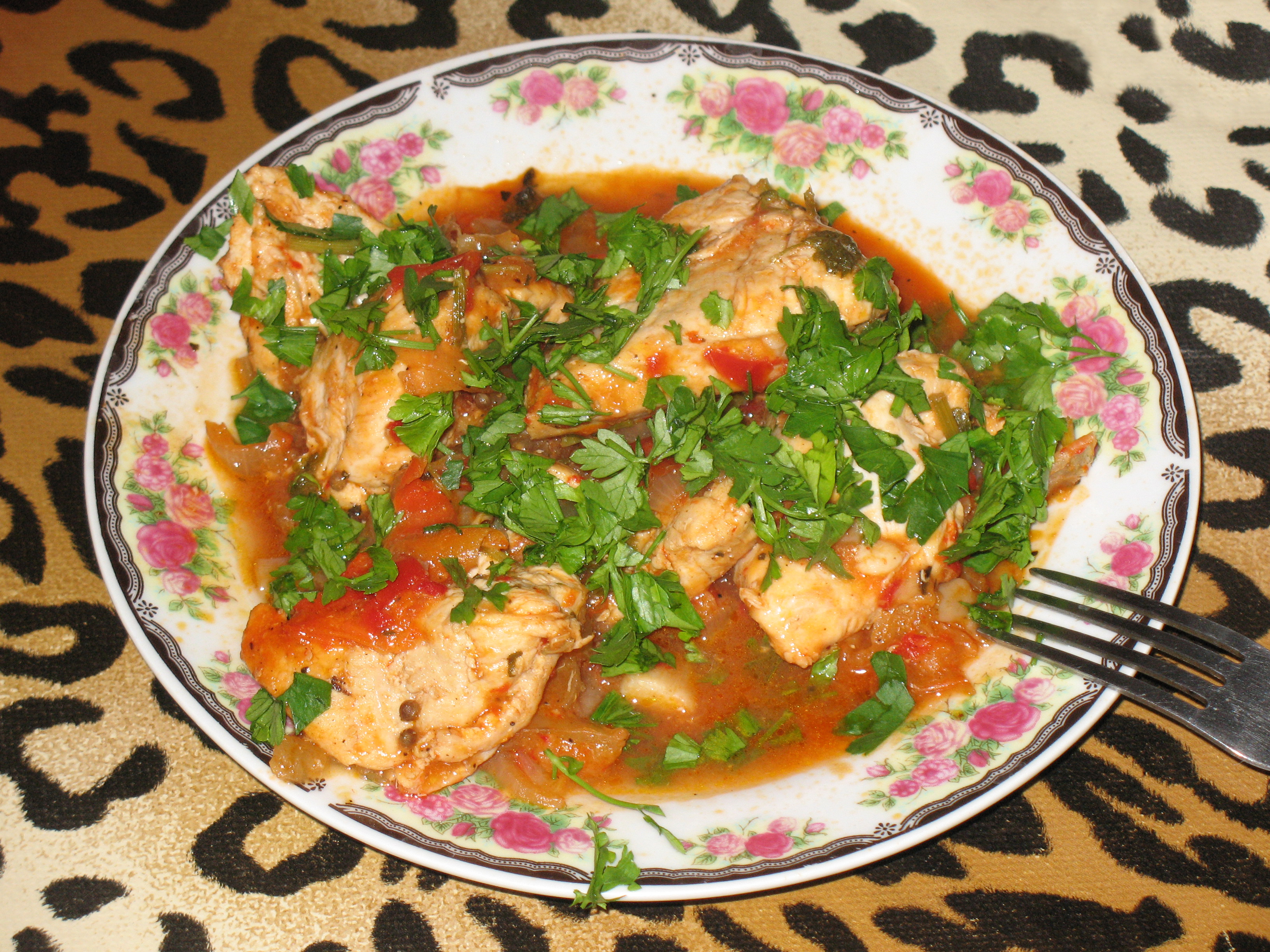
Чахохбілі з м'яса курки

Чахохбілі (груз. ჩახოხბილი) — традиційна друга страва грузинської кухні, різновид рагу. Назва походить від слова ხოხობი, хохобі («фазан»), оскільки в давнину її готували саме з цього птаха. У XXI сторіччі фазана зазвичай замінюють куркою. Також обов'язковими компонентами чахохбілі є помідори, прянощі та часник.
При приготуванні страви м'ясо попередньо обсмажують без жиру, а потім тушкують разом зі свіжими помідорами або томатним соусом. Під час тушкування додають прянощі, подрібнений часник, в деяких варіантах — цибулю і картоплю. Продукти тушкуються в соку, що виділяють овочі, воду до чахохбілі не додають.